# Viviana Díaz
Viviana Elisa Díaz Caro (Santiago, 26 de octubre de 1950) es una activista chilena sobre derechos humanos. Fue una de las fundadoras, y luego la segunda presidenta, de la Agrupación de Familiares de Detenidos Desaparecidos. Es hija de Víctor Díaz López, exdirigente del Partido Comunista de Chile (PC), detenido desaparecido en la dictadura militar del general Augusto Pinochet.

## Juventud y desaparición de su padre
Perteneciente a una familia de tradición comunista, estudió en el Liceo Darío Salas, desde donde egresó en 1968. Al año siguiente ingresó a estudiar Pedagogía en alemán en el Instituto Pedagógico de la Universidad de Chile. Fue militante de las Juventudes Comunistas de Chile durante el gobierno de la Unidad Popular. En 1971 su padre, Víctor Díaz López, fue elegido subsecretario General del Partido Comunista.
Si bien tenía planes para ir a estudiar al extranjero, se vieron frustrados por el golpe de Estado de 1973. Luego del golpe, su padre pasó a vivir en la clandestinidad ante el temor de ser detenido por la dictadura militar. La familia Díaz debió subsistir con trabajos menores y la ayuda de otros parientes. Su padre fue detenido el 12 de mayo de 1976, cuando agentes de la Dirección de Inteligencia Nacional (DINA) allanaron la casa donde se refugiaba y se lo llevaron detenido.

Eran las 02:00 de la madrugada y él estaba durmiendo en una pieza pequeña. Lo obligaron a levantarse y lo primero que hicieron fue hacerlo caminar para ver la cojera; lo comenzaron a torturar en la misma casa y luego se lo llevaron en pijama... tenía 56 años en ese momento.
Viviana Díaz.

## Activista
Tras la detención, Viviana se dedicó por completo a obtener una versión oficial sobre la situación de su padre, incluso ante la justicia ordinaria, cuestión que no fructificó. Luego se enteró, a través de otra detenida, Marta Ugarte, que su padre estaba detenido en Villa Grimaldi, pero le perdió la pista luego de que Ugarte apareciera muerta en una playa del norte de Chile. Posteriormente se reunió con otras mujeres que no sabían el paradero de sus familiares, estando en calidad de desaparecido por los servicios de seguridad, en la Agrupación de Familiares de Detenidos Desaparecidos (AFDD). La organización realizó protestas callejeras, huelgas de hambre y encadenamientos a edificios públicos para exigir al régimen de Pinochet información sobre sus familiares.
Luego del retorno a la democracia, Díaz continuó participando de las actividades de la AFDD, entre ellas, la elaboración del Informe Rettig, donde se reconoció oficialmente la desaparición de su padre por el Estado, la recepción de gestos de reparación como el Memorial del Detenido Desaparecido y del Ejecutado Político y la creación del Parque por la Paz en la Villa Grimaldi, y el proyecto "Reconstruyendo Memoria", que fue ingresado al Registro de la Memoria del Mundo por la UNESCO en 2003. Tras el fallecimiento de Sola Sierra en 1999, Díaz dirigió la AFDD hasta el año 2003, cuando le entregó su cargo a Lorena Pizarro Sierra, hija de Sola Sierra, mientras que Díaz tomó la vicepresidencia de la agrupación.
El caso del padre de Viviana Díaz, Víctor Díaz López, pasó a formar parte del caso Calle Conferencia, que agrupa a todas las personas detenidas en 1976 que eran parte de la cúpula del Partido Comunista en la clandestinidad. Viviana Díaz ha tenido un papel permanente de concurrir a las instancias judiciales. En una primera etapa el caso Conferencia fue llevado por el juez Víctor Montiglio, y aún está en proceso, a la espera de una sentencia definitiva.

## Distinciones
El 20 de diciembre de 2011 fue distinguida con la primera versión del Premio Nacional de los Derechos Humanos, creado por el Instituto Nacional de Derechos Humanos de Chile. La entrega del galardón se realizó el 28 de marzo de ese año en la Sala América de la Biblioteca Nacional de Chile.